# テリー・オマリー
テリー・オマリー(Terry O'Malley)ことテレンス・オマリー（Terence O'Malley 、1940年10月21日 - ）は、カナダ連邦オンタリオ州トロント出身の元プロアイスホッケー選手。ポジションはディフェンスマン。

## 経歴
1963年にアイスホッケーカナダ代表に選出され、1964年のインスブルックオリンピックに出場し4位、1966年のアイスホッケー世界選手権にチームキャプテンとして出場、銅メダルを獲得した。また1968年のグルノーブルオリンピックでは銅メダルを獲得した。その後、日本アイスホッケーリーグの1971-72年シーズン西武鉄道アイスホッケー部に加入し選手兼任コーチを務めた。翌シーズンに西武鉄道から分離されて創設された国土計画アイスホッケー部に1972-73年シーズンから移籍しそこでも選手兼任コーチとなり、1974-75シーズンに初優勝を果たし最優秀選手にも選ばれた。その後、国土計画アイスホッケー部の監督も2シーズン務めた。
39歳となった1980年のレークプラシッドオリンピックにも出場し6位となった。
1998年国際アイスホッケー連盟殿堂入りを果たした。